# Stephanie Brown Trafton

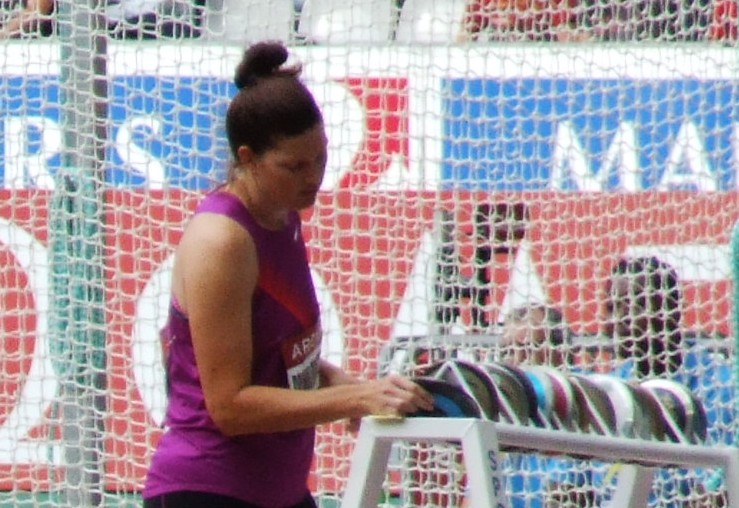
Stephanie Brown Trafton 2010

Stephanie Brown Trafton (* 1. Dezember 1979 in San Luis Obispo als Stephanie Brown) ist eine US-amerikanische Olympiasiegerin im Diskuswurf.
Zunächst auch als Kugelstoßerin aktiv, qualifizierte sie sich 2004 mit einem zweiten Platz bei den US-Ausscheidungskämpfen (Trials) für den Diskuswurfwettbewerb bei den Olympischen Spielen in Athen, schied jedoch in der Qualifikation aus.
Im Jahr 2008 steigerte sie ihre persönliche Bestweite auf 66,17 m und wurde Dritte bei den US-Trials. Bei den Olympischen Spielen in Peking siegte sie mit 64,74 m, wobei sie über einen Meter Vorsprung auf Yarelis Barrios (CUB) auf dem Silber- und über zwei Meter auf Olena Antonowa (UKR) auf dem Bronzerang hatte.
Stephanie Brown Trafton ist 1,93 m groß und wiegt 102 kg. Sie arbeitet in der Informationstechnik-Abteilung der Firma Sycamore Environmental Consulting und lebt im kalifornischen Galt.